# دی اتیل آمینوسولفور تری فلورید
دی اتیل آمینوسولفور تری فلورید (به انگلیسی: Diethylaminosulfur trifluoride) با فرمول شیمیایی C4H10F3NS یک ترکیب شیمیایی با شناسه پاب‌کم 62204 است. که جرم مولی آن ۱۶۱٫۱۸ گرم بر مول می‌باشد. شکل ظاهری این ترکیب، روغن بی‌رنگ است.